# 西新宿 (蓮田市)
西新宿（にししんしゅく）は、埼玉県蓮田市の町丁。現行行政地名は西新宿一丁目から西新宿六丁目。住居表示未実施地区。郵便番号は349-0141。

## 地理
埼玉県東部、蓮田市中央部に位置する。東側で蓮田市大字南新宿および大字城に、南側で蓮田市西城に、西側で蓮田市大字南新宿の飛地に、北側から北東側にかけて白岡市西に、北東側で白岡市白岡に隣接する。東部を埼玉県道3号さいたま栗橋線が南北に通り、同線の西新宿2丁目交差点を終点とする埼玉県道145号白岡停車場南新宿線が接続する。土地区画整理事業により都市基盤整備が行われた。西新宿三丁目・四丁目のうち元荒川の河川敷となっている一部地域が市街化調整区域に指定されており、そのほかは市街化区域に指定されている。埼玉県道3号さいたま栗橋線の沿線には店舗や事業所が多く、それ以外は主に住宅地域となっている。

### 河川
- 元荒川
- 磯川
- 新磯川

### 地価
住宅地の地価は、2023年（令和5年）1月1日時点の公示地価によれば、西新宿三丁目115番6の地点で72,800円/m2、西新宿六丁目10番の地点で81,000円/m2となっている。

## 歴史
- 1982年（昭和57年）3月20日：前日に南新宿土地区画整理事業の換地処分の公告が行われた[8]ことに伴い、施行区域で町名地番変更が行われ、大字南新宿および大字城の各一部から西新宿一丁目 - 六丁目が成立[9]。

## 世帯数と人口
2023年（令和5年）8月1日時点の世帯数と人口は、以下のとおりである。
| 丁目         | 世帯数    | 人口    |
| ------------ | --------- | ------- |
| 西新宿一丁目 | 212世帯   | 458人   |
| 西新宿二丁目 | 369世帯   | 745人   |
| 西新宿三丁目 | 360世帯   | 836人   |
| 西新宿四丁目 | 319世帯   | 730人   |
| 西新宿五丁目 | 332世帯   | 712人   |
| 西新宿六丁目 | 281世帯   | 610人   |
| 計           | 1,873世帯 | 4,091人 |

## 小・中学校の学区
市立小・中学校に通う場合、学区（校区）は以下のとおりとなる。
| 丁目         | 区域 | 小学校               | 中学校               |
| ------------ | ---- | -------------------- | -------------------- |
| 西新宿一丁目 | 全域 | 蓮田市立黒浜西小学校 | 蓮田市立黒浜西中学校 |
| 西新宿二丁目 | 全域 | 蓮田市立黒浜西小学校 | 蓮田市立黒浜西中学校 |
| 西新宿三丁目 | 全域 | 蓮田市立黒浜西小学校 | 蓮田市立黒浜西中学校 |
| 西新宿四丁目 | 全域 | 蓮田市立黒浜西小学校 | 蓮田市立黒浜西中学校 |
| 西新宿五丁目 | 全域 | 蓮田市立黒浜西小学校 | 蓮田市立黒浜西中学校 |
| 西新宿六丁目 | 全域 | 蓮田市立黒浜西小学校 | 蓮田市立黒浜西中学校 |

## 交通

### 鉄道
地内に鉄道路線は通っていない。最寄り駅は地点によって異なり、東日本旅客鉄道（JR東日本）宇都宮線の蓮田駅、または同白岡駅である。白岡駅は、西新宿三丁目115番6の地点から約2.3 km、西新宿六丁目10番の地点から約2.0 kmの位置にある。

### 路線バス
朝日自動車菖蒲営業所により、今宮けやき通りを通る路線バスが運行されている。
- HS05：蓮田駅東口 - 宿下 - 蓮田市役所前 - 西新宿 - 中閏戸 - 根金 - 井沼 - 中閏戸 - 蓮田駅西口
- HS31：蓮田駅東口 - 宿下 - 蓮田市役所前 - 西新宿 - 中閏戸 - 根金 - 下大崎 - 菖蒲仲橋
- HS32：蓮田駅東口 - 宿下 - 蓮田市役所前 - 西新宿 - 中閏戸 - 根金 - 下大崎
- HS33：蓮田駅東口 - 宿下 - 蓮田市役所前 - 西新宿 - 中閏戸 - 根金
- HS34：蓮田駅東口 - 宿下 - 蓮田市役所前 - 西新宿 - 中閏戸 - パルシー・ハストピア
- HS35：蓮田駅東口 - 宿下 - 蓮田市役所前 - 西新宿

また、丸建つばさ交通（けんちゃんバス）により、今宮けやき通りと西新宿並木通りを通る路線バスが運行されている。
- 蓮田駅西口 - 白岡中央総合病院線
  - 蓮田駅西口 - （椿山） - （西新宿） - 白岡西3丁目 - 白岡駅西口 - 白岡中央総合病院
  - 蓮田駅西口 - （椿山） - （西新宿） - 白岡西3丁目

このほか、国際興業バスさいたま東営業所により、深夜急行バス「ミッドナイトアロー蓮田・久喜」が運行されており、「蓮田西新宿」停留所がある。
- ミッドナイトアロー蓮田・久喜：大宮駅東口 → 東大宮駅西口 → 蓮田駅西口 → 蓮田西新宿 → 白岡駅西口 → 白岡ニュータウン入口 → 新白岡駅東口 → 久喜駅西口

### 道路
地内に国道は通っていない。
- 埼玉県道3号さいたま栗橋線（大宮栗橋線[注釈 2]）
- 埼玉県道145号白岡停車場南新宿線
- 今宮けやき通り
- 西新宿並木通り

## 施設
西新宿一丁目
- 上島公園

西新宿二丁目
- 黒浜西自治会館
- 西新宿汚水中継ポンプ場
- 蓮田西新宿郵便局
- 西新宿会館

西新宿三丁目
- 蓮田市立黒浜西小学校
- 黒浜西学童保育所・つどいの広場おひさま
- 中道公園

西新宿四丁目
施設は特にない。
西新宿五丁目
- 中谷公園
- 新宿幼稚園

西新宿六丁目
施設は特にない。